# Mont Pourri
De Mont Pourri is een berg in het Franse departement Savoie. Hij maakt deel uit het van bergmassief van de Vanoise.
Op de oostelijke flank ligt de grootste gletsjer van de berg; de Glacier de la Gurra, deze is goed te zien vanuit de Tarentaise. Ten westen van de Mont Pourri ligt het woeste dal van de Ponturin dat tot in het hart van Vanoise doordringt. In dit dal ligt ook de berghut Mont Pourri (2370 m), het meest gebruikte startpunt voor een tocht naar de top via de Glacier du Geay.

## Omliggende bergtoppen
- Mont Thuria
- Aiguille du Saint Esprit
- Aiguille Rouge
- Dôme de la Sache
- Dôme des Platières